# The Hun
Bill Schmeling (30 de abril de 1938 - 12 de setembro de 2019), mais conhecido pelo pseudônimo The Hun, foi um artista stadunidense do final do século XX e início do século XXI, conhecido por suas ilustrações e histórias em quadrinhos explícitas e homoeróticas de fetiche.
Personagens recorrentes em seus quadrinhos incluem Big Sig (um jovem ingênuo, mas sexualmente aventureiro e semianalfabeto) e Gohr (um bárbaro que vive em um mundo brutal e pós-apocalíptico). Sua arte é caracterizada por personagens hipermasculinos com músculos, mamilos e genitais exagerados. Cenas de sexo envolvem rotineiramente BDSM com ênfase em fluidos corporais, incluindo urolagnia e escatofilia. Estupro em prisões, fisting, fetiches de couro e uniformes e cenários policiais e militares também são comuns.

## Biografia
Bill Schmeling morava em Portland, Oregon, nos Estados Unidos. Aos cinco anos, começou a desenhar o que descrevia como "caras atraentes em vários estágios de despir, coação e excesso". Ele não recebeu treinamento formal de artes, mas citou Tom of Finland, Dom Orejudos, A. Jay, Rex e Bill Ward como influenciadores de sua arte.
Bill começou a produzir arte erótica de forma profissional na década de 1960, fazendo trabalhos para a revista Physique Pictorial e outras revistas de beefcake, inicialmente sob o nome de Torro. Usando o pseudônimo The Hun, Bill produziu uma série de histórias em quadrinhos chamada "Hun Comics e Gohr", apresentando aventuras sexuais fantasiosas de homens gays. As histórias de Bill Schmeling tornaram-se destaques regulares em publicações como Meatmen, Drummer, e a revista Handjobs. Schmeling também produziu obras de arte para bares e empresas gays como Bunkhouse (Los Angeles), Manhole (Chicago), Mineshaft (Nova York), e Studstore (São Francisco), e sob encomenda para colecionadores particulares.
Schmeling desenvolveu uma estreita amizade com Tom of Finland durante a década de 1980, quando ambos moravam em Los Angeles; os dois homens montaram salões de artistas em suas casas e compartilharam suas práticas.
Durante a década de 1980, Schmeling frequentemente doava arte para leilões de caridade para pacientes de AIDS em todo o país. Em 1983, seu trabalho foi exibido no The Drum, em Houston. O Fey-Way Studios também exibiu seu trabalho. Em 1986, ele foi destaque no Naked Eyes, uma mostra de artistas organizada por Olaf Odegaard que destacou a arte visual de homens gays para o International Gay and Lesbian Archives.
Em 1988, Schmeling colaborou com Jack Fritscher para produzir dois longas-metragens para a Palm Drive Video que destacaram centenas de seus desenhos: The Hun Video Gallery 1: Rainy Night in Georgia e The Hun Video Gallery 2: Chain Gang Bang.
Em 1997, Schmeling escreveu um prefácio para 'Rasslers, 'Ranglers & Rough Guys: The Erotic of Matt, no qual expressou sua admiração de longa data pelo colega artista erótico Charles Kerbs. Em 1998, a Tom of Finland Company publicou The Hun Book, uma coleção de seu trabalho. Em 2004, Nazca Plains publicou um segundo livro, Fetish and Fetters: A Selection of Artwork.
Em 2003, o Museu de Arte Leslie-Lohman apresentou Schmeling ao lado de Michael Kirwan, Howard Cruse, Rob Clarke e Adam (Jack Bozzi) em sua exposição Deliciously Depraved.

## Vida pessoal
Bill Schmeling conheceu seu parceiro de longa data, Roland Bynum, em 1978.

## Impacto e legado cultural
Em 1995, Durk Dehner escreveu:
Mas o aspecto verdadeiramente afortunado deste trabalho é que o Hun nos permite ser porcos, ser tão cruéis quanto o inferno, suportar prazeres excruciantes e distribuir ou aceitar os limites viscosos, grunhidos, brutais, peludos, confusos e expansivos do fetiche tabu. E tudo isso acontece sem cometer atos inseguros ou crueldade com animais – ah, quero dizer, homens. Ele é o provedor supremo de sexo seguro. Obrigada, Hun!
A Fundação Tom of Finland concede anualmente um prêmio Bill "the Hun" Schmeling Single Figure Award como parte de sua Competição Anual de Artistas Emergentes. Em uma exposição online de 2023, a fundação escreveu:
"Seu nome artístico (The Hun) personifica o tema intenso de sua obra [...] As obras de The Hun ocupam um lugar único entre os artistas eróticos gays. Ele liderou um estilo artístico mais intenso, que captura cenas e fantasias frequentemente evitadas por outros artistas, além de enfatizar um estilo singularmente grotesco, envolvendo partes do corpo de grandes dimensões, excesso de fluidos corporais e outras características em uma escala hipersexual." 
Em julho de 2019, Schmeling doou todas as suas obras de arte, notas e outros materiais restantes para o Leather Archives & Museum (LA&M) em Chicago. O LA&M vende periodicamente reimpressões de quadrinhos e produtos com sua arte.

## Honrarias e prêmios
- 1993 - prêmio de Empresa do Ano como parte do Pantheon of Leather Awards[27]
- 1999 - Prêmio Steve Maidhof de Trabalho Nacional ou Internacional da National Leather Association International, em conjunto com Hardy Haberman[28]
- 2002 - Hall da Fama dos Artistas Eróticos da Fundação Tom of Finland.[8] Foi a terceira pessoa, depois do próprio Tom of Finland e de HR Giger[7]
- 2004 - Prêmio Regional Noroeste como parte do Pantheon of Leather Awards[29]